# Zurgena
Zurgena es una localidad y municipio español situado en el extremo oriental de la comarca del Valle del Almanzora, en la provincia de Almería, comunidad autónoma de Andalucía. Limita con los municipios de Taberno, Arboleas, Lubrín, Antas y Huércal-Overa. Por su término discurre el río Almanzora.

## Toponimia
El nombre de la localidad de Zurgena parece tener sus raíces en Villa Suricana, la villa de Suricus, que a su vez podría enlazarse con el gentilicio latín Suricus, con significado de sirio, probablemente por ser la procedencia de sus moradores. Se trata, con su grafía moderna, del penúltimo municipio por orden alfabético de España, tras Zuya.

## Historia
El municipio de Zurgena ha supuesto históricamente la puerta de entrada al Valle del Almanzora. Las primeras poblaciones se remontan al periodo Neolítico. Hasta dos poblaciones de este periodo histórico estaban situadas cerca de la rambla. El terreno es de origen volcánico, compartiendo estas características con gran parte del resto de la comunidad autónoma de Andalucía. En su término municipal abunda la tierra de gran fertilidad. Algo que en estos días se traduce con una dedicación de buena parte de la población a la agricultura. Precisamente la tierra fértil y la presencia de agua en las inmediaciones de la actual rambla, fueron las premisas que hicieron de Zurgena un lugar ideal para el hombre neolítico.
Siglos después, Zurgena se convirtió en un asentamiento romano. De hecho, la conocida como Ruta Verte era una carretera romana que adjuntaba Granada y Murcia. La ruta pasaba por la actual barriada de La Alfoquía. Actualmente se puede apreciar el camino de la antigua vía romana detrás de los restos de una antigua gasolinera. Este camino sigue la rambla que va a Cerro Limera ahí hay restos de las épocas anteriores.
Zurgena vivió otro momento de esplendor con la llegada del ferrocarril al Valle del Almanzora, en 1885. La estación de tren de Zurgena (se encuentra en la pedanía de La Alfoquía) fue durante alrededor de un siglo la más importante de la comarca y una de las más importantes de la provincia. Se conservan, gracias a una reciente rehabilitación, instalaciones ferroviarias como los almacenes, ahora vacíos y fuera de servicio, donde se depositaban todas las mercancías de los alrededores. De igual modo existían en las inmediaciones de la estación talleres para arreglar locomotoras y vagones.

## Geografía humana

### Organización territorial
El municipio zurgenero comprende los núcleos de población de Zurgena —capital municipal—, La Alfoquía, El Cucador, Fuente del Pino, Los Llanos, Los Carasoles, Los Menchones, El Palacés y Almajalejo.

### Demografía
Cuenta con una población de 2990 habitantes (INE 2024).
| Gráfica de evolución demográfica de Zurgena entre 1842 y 2021                                                         |
| |
| Población de derecho según los censos de población del INE. Población de hecho según los censos de población del INE. |

| Nacionalidad | Hombres | Mujeres | Total | %      | Proporción |
| ------------ | ------- | ------- | ----- | ------ | ---------- |
| Española     | 818     | 821     | 1639  | 56.2 % |            |
| Extranjera   | 660     | 613     | 1273  | 43.7 % |            |

| País        | Hombres | Mujeres | Total | %      | Proporción |
| ----------- | ------- | ------- | ----- | ------ | ---------- |
| Reino Unido | 469     | 457     | 926   | 72.7 % |            |
| Marruecos   | 38      | 23      | 61    | 4.8 %  |            |
| Perú        | 48      | 12      | 60    | 4.7 %  |            |
| Rumania     | 11      | 13      | 24    | 1.9 %  |            |
| Alemania    | 8       | 6       | 14    | 1.1 %  |            |
| Francia     | 3       | 6       | 9     | 0.7 %  |            |
| Argentina   | 4       | 3       | 7     | 0.5 %  |            |
| Brasil      | 2       | 5       | 7     | 0.5 %  |            |
| Bulgaria    | 2       | 3       | 5     | 0.3 %  |            |
| Ecuador     | 2       | 2       | 4     | 0.3 %  |            |
| Italia      | 3       | 0       | 3     | 0.2 %  |            |
| Polonia     | 0       | 3       | 3     | 0.2 %  |            |
| Senegal     | 3       | 0       | 3     | 0.2 %  |            |
| Venezuela   | 1       | 2       | 3     | 0.2 %  |            |
| Pakistán    | 2       | 0       | 2     | 0.1 %  |            |
| Bolivia     | 0       | 1       | 1     | 0.07 % |            |
| Colombia    | 0       | 1       | 1     | 0.07 % |            |
| Cuba        | 0       | 1       | 1     | 0.07 % |            |
| Paraguay    | 0       | 1       | 1     | 0.07 % |            |
| Portugal    | 0       | 1       | 1     | 0.07 % |            |
| Rusia       | 0       | 1       | 1     | 0.07 % |            |

### Comunicaciones

#### Conexiones
Carreteras
Se encuentra situada a 95 kilómetros de la capital de provincia, Almería.

### Economía

#### Evolución de la deuda viva municipal
| Gráfica de evolución de Deuda viva del Ayuntamiento de Zurgena entre 2008 y 2019                                |
| |
| Deuda viva del Ayuntamiento de Zurgena en miles de Euros según datos del Ministerio de Hacienda y Ad. Públicas. |

## Símbolos
Zurgena consiguió una autorización por parte de la Junta de Andalucía para adoptar sus símbolos en 1995, pero no ejerció ese derecho hasta enero de 2007. El municipio cuenta con un escudo y bandera adoptados de manera oficial.

### Escudo
Su descripción heráldica es la siguiente:

Escudo cuartelado. 1 de oro, un águila bicéfala de sable; 2 de azul, un castillo de oro sobre ondas; 3 de oro, tres plantas de ortiga saliente de tres montículos, sobre ondas; 4 de plata, un león de púrpura; entado en punta de gules, una fl or de lis de oro. El escudo va timbrado con la corona real española. 

### Bandera
La enseña del municipio tiene la siguiente descripción:

Rectangular, de proporciones 1/2, se divide verticalmente a un tercio del asta; la porción menor, de color azul, lleva un castillo de color amarillo oro; de este último color es la porción menor, que corresponde al batiente. 

## Política
Resultados electorales de las elecciones municipales de 2023:
| Candidatura   | Candidatura                              | Votos | %                               | Escaños                         |
| ------------- | ---------------------------------------- | ----- | ------------------------------- | ------------------------------- |
|               | Partido Popular (PP)                     | 865   | 63,56                           | 8                               |
|               | Partido Socialista Obrero Español (PSOE) | 425   | 31,23                           | 3                               |
|               | Vox                                      | 60    | 4,41                            | 0                               |
| Votos válidos | Votos válidos                            | 1361  | 99,28                           | 11                              |
| Votos nulos   | Votos nulos                              | 10    | Participación: \| \| 79,34 % \| | Participación: \| \| 79,34 % \| |
| Votantes      | Votantes                                 | 1371  | Participación: \| \| 79,34 % \| | Participación: \| \| 79,34 % \| |
| Electores     | Electores                                | 1728  | Participación: \| \| 79,34 % \| | Participación: \| \| 79,34 % \| |
|               | 79,34 %                                  |       |                                 |                                 |

### Alcaldes
| Legislatura | Nombre                                                                           | Grupo          |
| ----------- | -------------------------------------------------------------------------------- | -------------- |
| 1979-1983   | Juan Camacho Domínguez                                                           | Independientes |
| 1983-1987   | Francisco García Galdeano                                                        | PSOE           |
| 1987-1991   | Antonio Egea García                                                              | CDS            |
| 1991-1995   | Adela Segura Martínez                                                            | PSOE           |
| 1995-1999   | Adela Segura Martínez (1995-1999) José Antonio Ramos Muñoz (1999)                | PSOE           |
| 1999-2003   | María del Mar Simonelli Muñoz (1999-2001) Cándido Trabalón Fernández (2001-2003) | PP PA          |
| 2003-2007   | Cándido Trabalón Fernández                                                       | PA             |
| 2007-2011   | Cándido Trabalón Fernández                                                       | PA             |
| 2011-2015   | Francisco José Ramos Martínez                                                    | PP             |
| 2015-2019   | Luis Díaz García                                                                 | PSOE           |
| 2019-2022   | Luis Díaz García                                                                 | PSOE           |
| 2022-2023   | Francisco Martínez Ramos                                                         | PSOE           |
| 2023-act.   | Domingo Trabalón                                                                 | PP             |

## Cultura

### Patrimonio
- Ver catálogo

## Servicios públicos

### Educación
En Zurgena se puede encontrar el CEIP La Alfoquía, en la pedanía del mismo nombre, debiendo el alumnado acudir al IES Al-Bujaira, en la vecina localidad de Huércal-Overa, para recibir su educación secundariaobligatoria. También existe una escuela pública de danza en el municipio.

### Sanidad
La cabecera municipal cuenta con un consultorio, existiendo un segundo en la pedanía de La Alfoquía, dependientes del Hospital La Inmaculada, y abiertos de lunes a viernes.